# 腓特烈·卡尔号大巡洋舰
腓特烈·卡尔号是德意志帝国海军于二十世纪初建造的两艘阿达尔贝特亲王级大巡洋舰的末舰，得名于普鲁士亲王腓特烈·卡尔。其唯一的姊妹舰为阿达尔贝特亲王号。舰只于1901年在汉堡的布洛姆－福斯船厂开始架设龙骨、1902年6月下水，至1903年12月竣工，共耗资1566.5万黄金马克。舰只搭载有四门210毫米40倍径作为主舰炮，最高速度为20.4节。
腓特烈·卡尔号在入役后先是跟随活动舰队训练，然后自1909年起被用作鱼雷教练船。当第一次世界大战于1914年8月爆发后，它重返现役，担任海军少将埃勒·贝林在波罗的海的旗舰。其战时生涯于1914年11月17日中断，当时它在梅梅尔附近不慎触发了两枚俄国水雷。水雷造成了致命的破坏，但舰只下沉得很慢，足以让大多数船员安全撤离；只有七人在事故中丧生。

## 建造

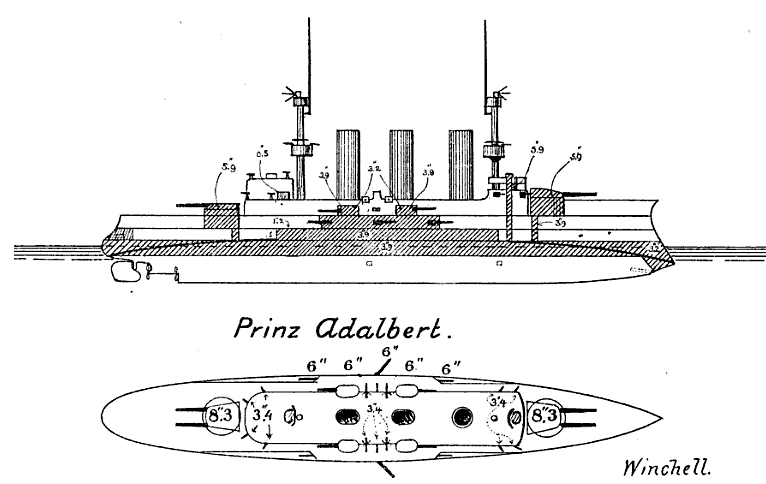
阿达尔贝特亲王级舰只线条画；阴影区域表示受装甲保护的部分

腓特烈·卡尔号是为替代老旧的铁甲巡防舰威廉国王号而以“威廉国王代舰（Ersatz König Wilhelm）”为代号授予汉堡的布洛姆－福斯船厂承建；建造编号为155。其龙骨架设于1901年、至1902年6月21日下水，继而进行舾装。这项工作于1903年12月12日完成，并于同一天投入德意志帝国海军服役。德国政府共为此斥资1566.5万黄金马克。
腓特烈·卡尔号的全长为126.5（415英尺0英寸），有19.6（64英尺4英寸）的舷宽和7.43（24英尺5英寸）的前吃水。其设计排水量为9,087公噸（8,943長噸），满载排水量则可达9,875公噸（9,719長噸）。舰只推进系统由三套立式三胀蒸汽机组成，通过十四台杜尔锅炉提供动力。推进系统的额定功率为17,272匹指示馬力（12,880千瓦特），最高速度为20.4節（37.8每小時）。依靠最多1,630公噸（1,600長噸）的贮煤量，舰只能够以12節（22每小時）的速度续航5,080海里（9,410）。其标准船员编制为35名军官和551名水兵。
腓特烈·卡尔号配备有四门安装在两座双联装炮塔上的210毫米40倍径速射炮，分设于中央舰艛的两端。舰只的副炮则由十门150毫米40倍径速射炮、十二门88毫米35倍径速射炮和四具450（17.7英寸）水下鱼雷发射管所组成，其中后者分别布设在舰艏、舰艉和两边舷侧，并提供11枚鱼雷。舰只受到厚度为100（3.9英寸）的水线装甲带的保护，该装甲带由克虏伯渗碳钢，并有一个40至80（1.6至3.1英寸）厚的装甲甲板。其主炮炮塔的表面厚度则为150（5.9英寸）。

## 服役历史

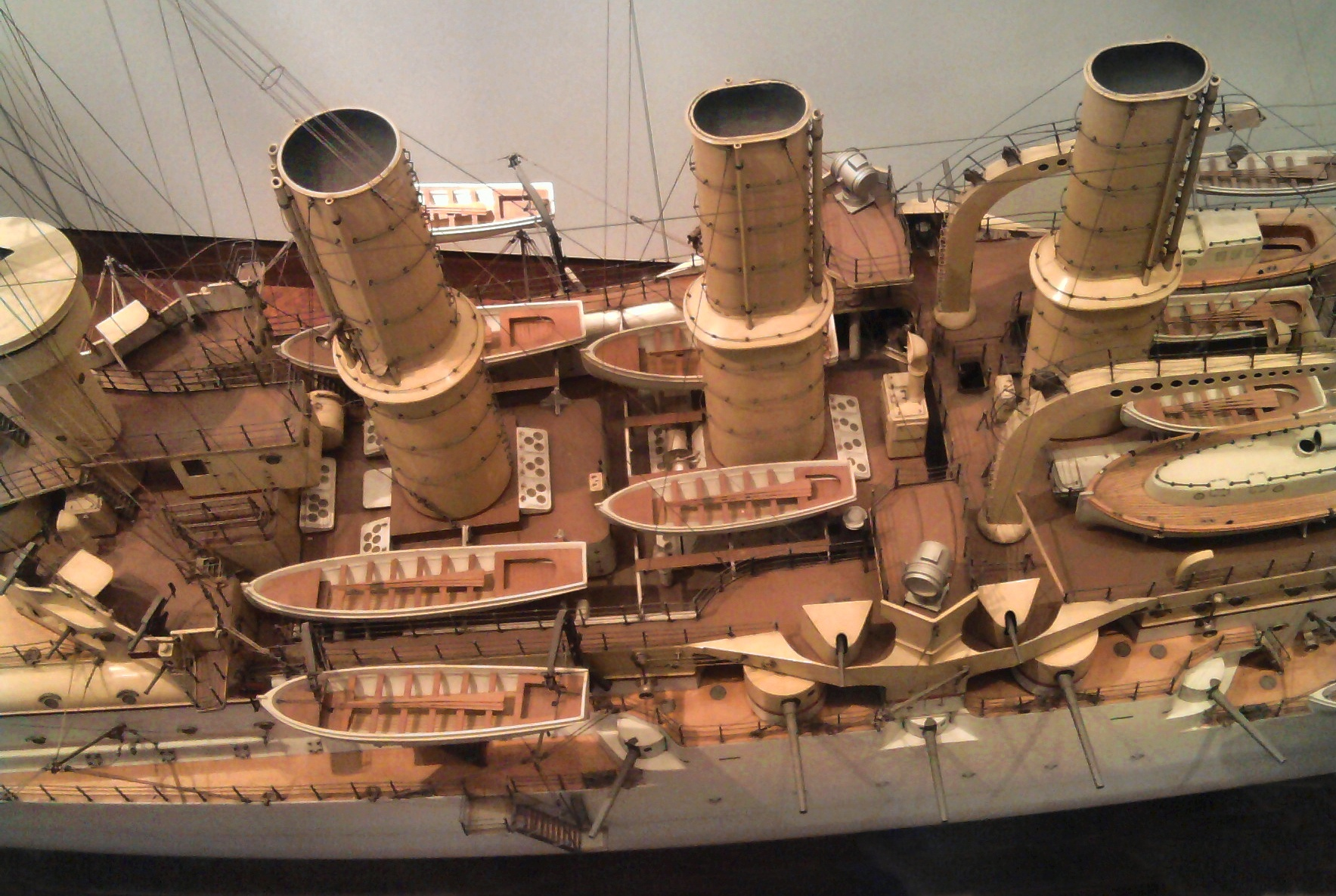
陈列于德意志博物馆的腓特烈·卡尔号微缩模型中部，展现了舰只侧部的副炮

腓特烈·卡尔号于1903年12月12日正式投入活动舰队服役。它被分配至巡洋支舰队的第一小队。连同小巡洋舰女性之赞号、阿科纳号和汉堡号一起，腓特烈·卡尔号的小队也隶属于活动舰队的第一战列分舰队。该舰同时还担任巡洋支舰队司令、海军少将古斯塔夫·施密特的旗舰。而第二小队则由一艘大巡洋舰和三艘小巡洋组成，隶属于第二战列分舰队。1906年9月20日，海军上校弗朗茨·冯·希佩尔接任该舰舰长。在他的领导下，腓特烈·卡尔号凭借优异的射击成绩赢得了1907年度的“恺萨射术奖（Kaiser's Schießpreis）”。希佩尔在这个职位上一直呆到1908年3月。
腓特烈·卡尔号跟随舰队服役至1909年3月1日，然后被撤出现役以担任鱼雷教练船。在第一次世界大战于1914年8月爆发之前，它都担任这一职能，继而被重新投入波罗的海的巡洋支舰队服役。1914年10月，腓特烈·卡尔号成为第一艘搭载水上飞机的德国军舰。舰只临时搭载了两架飞机，并且没有进行任何永久性的改装以支持它们。它成为了波罗的海巡洋支舰队司令、海军少将埃勒·贝林的旗舰，驻地设于但泽的诺伊法瓦泽。由于德国海军参谋本部意识到英国潜艇正在波罗的海行动，因此下令贝林攻击利鲍的俄国港口，以防止其被用作英国潜艇基地。
然而，俄罗斯帝国海军已在波罗的海展开水雷战。早在1914年10月，俄国驱逐舰便已在梅梅尔、皮劳和其它一些德国港口附近布设了一系列雷区，而它们的行动却完全没有被德国海军发现。在此期间，腓特烈·卡尔号正利用其搭载的水上飞机在利鲍港口作战。贝林受命于11月开始向利鲍发动攻击；但恶劣的天气条件迫使行动被推迟至16日。至17日早些时候，当腓特烈·卡尔号航行至距离梅梅尔约30海里（56）的海面时，撞上了两枚俄国水雷。舰只在海上维持漂浮了数小时，使船员得以安全撤离。攻击行动则依然按计划进行，并在利鲍港湾的出入口顺利沉入了几艘阻塞船。当船员完成疏散后，腓特烈·卡尔号被遗弃，并于6:30左右倾覆沉没。仅七人在事故中丧生。

## 大众文化
腓特烈·卡尔号的沉沒事件在2008年上映的俄罗斯电影《无畏上将高尔察克》中也有所描述。在片中，是由俄国海軍上將亞歷山大.高爾察克将舰只引誘進入俄国的雷区。